# Argoctenus gracilis
Argoctenus gracilis is een spinnensoort in de taxonomische indeling van de stekelpootspinnen (Zoridae).
Het dier behoort tot het geslacht Argoctenus. De wetenschappelijke naam van de soort werd voor het eerst geldig gepubliceerd in 1950 door Vernon Victor Hickman.